# Pelophylax plancyi
Pelophylax plancyi är en groddjursart som först beskrevs av Fernand Lataste 1880.  Pelophylax plancyi ingår i släktet Pelophylax och familjen egentliga grodor. IUCN kategoriserar arten globalt som livskraftig. Inga underarter finns listade i Catalogue of Life.